# فريدريش حيدر
فريدريش حيدر (بالألمانية: Friedrich Haider)‏ (و. 1961  م) هو موزع (موسيقى)، وعازف بيانو نمساوي، يستخدم آلات بيانو.

## التعليم
تعلم في جامعة الموسيقى والفنون التعبيرية في فيينا
.

## روابط خارجية
- فريدريش حيدر على موقع ميوزك برينز (الإنجليزية)
- فريدريش حيدر على موقع أول ميوزيك (الإنجليزية)
- فريدريش حيدر على موقع ديسكوغز (الإنجليزية)